# Minamoto no Sanetomo
Minamoto no Sanetomo (源 実朝), 17 septembre 1192 - 13 février 1219, r. 1203 - 1219) est le troisième shogun du shogunat de Kamakura, udaijin (de 1218 à 1219) et dernier chef du clan Minamoto. Sanetomo est le deuxième fils de Minamoto no Yoritomo, fondateur du shogunat de Kamakura, sa mère est Hōjō Masako et son frère ainé Minamoto no Yoriie, le deuxième shogun de Kamakura. Son nom d'enfance est Senman (千万).

## Biographie
.

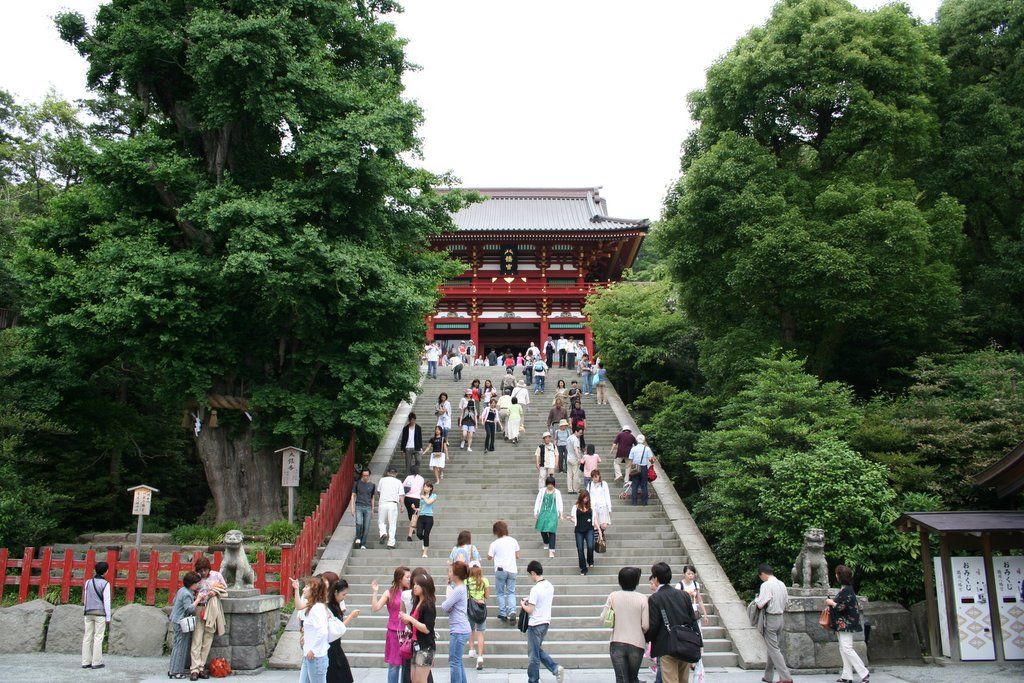
grand escalier du Tsurugaoka Hachiman-gū à Kamakura -- scène de l'assassinat de Sanetomo

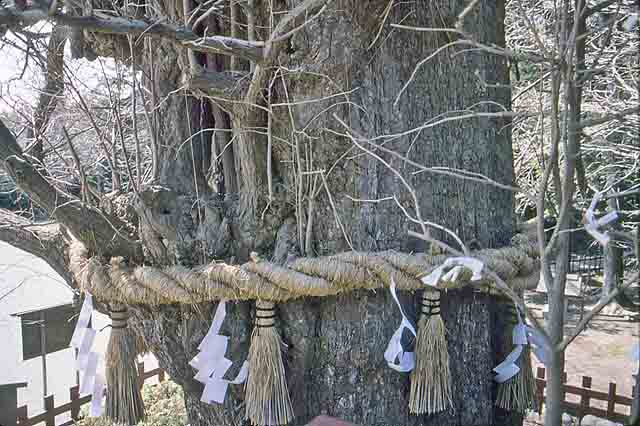
Ginkgo biloba du sanctuaire Tsurugaoka Hachiman-gū. Sanetomo est assassiné par son neveu Kugyo Minamoto caché derrière cet arbre.

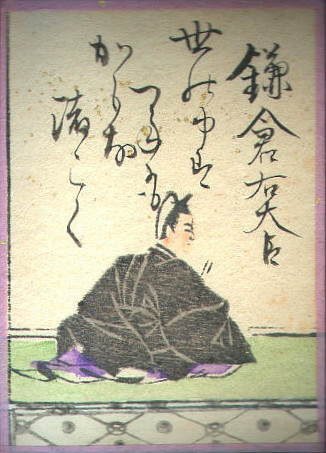
Minamoto no Sanetomo

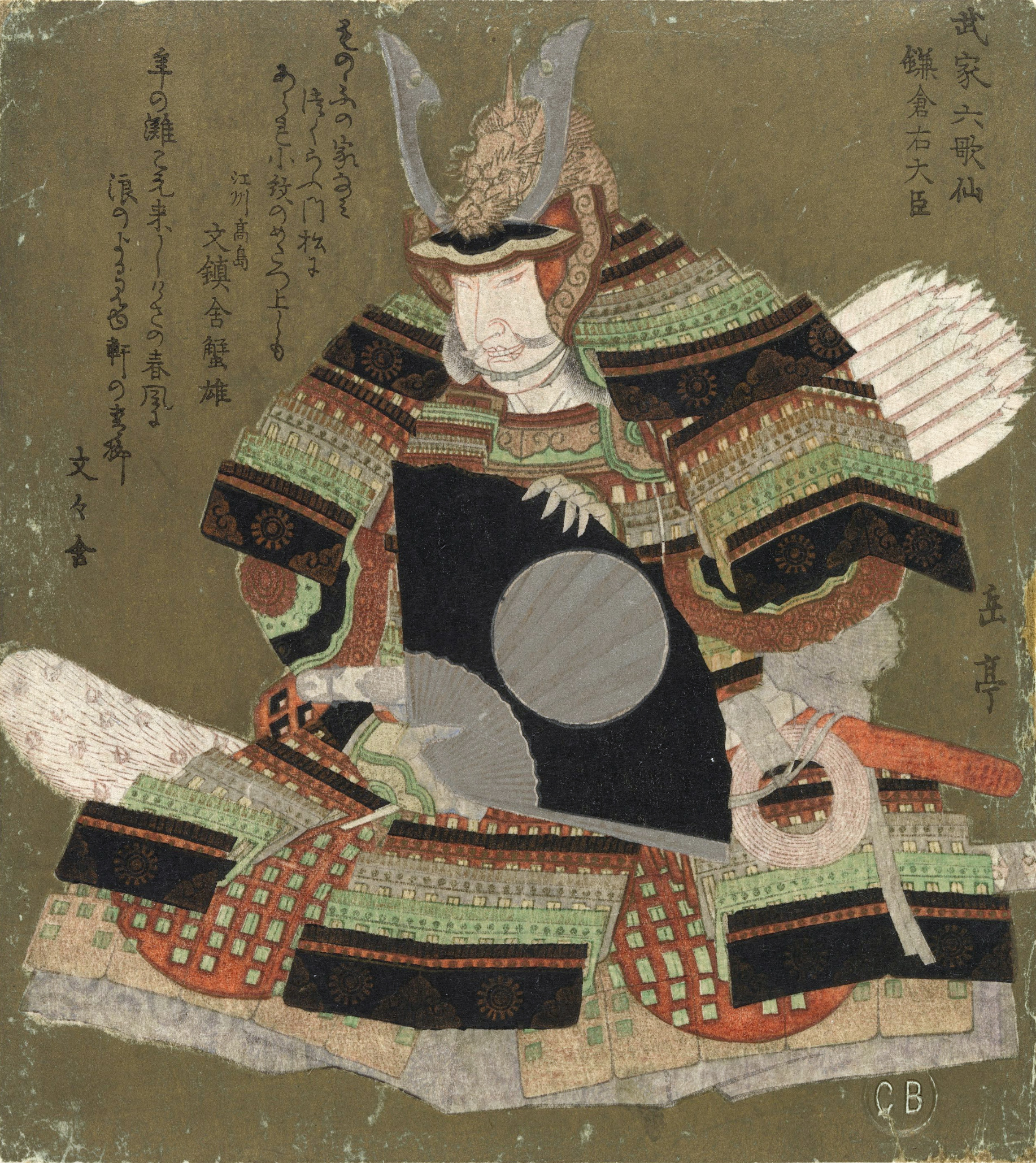
Peinture de Minamoto no Sanetomo par Yashima Gakutei vers 1825.

Après la mort de son père Yoritomo en 1199, Hōjō Tokimasa, le grand-père de Sanetomo, usurpe tous les pouvoirs politiques et militaires du shogunat, reléguant le poste et le titre de Seii Taishogun, ou shogun, à une simple figure emblématique. Grâce à la succession héréditaire, le frère aîné de Sanetomo, Yoriie, devient seii Taishogun en 1202, avant d'être dépouillé du titre un an plus tard et placé en résidence surveillée pour avoir comploté contre le clan Hōjō. Peu de temps après en 1203, Sanetomo devient chef du clan Minamoto et est nommé seii Taishogun. L'année suivante, en 1204, Yoriie est assassiné par les Hōjō. Sanetomo n'a jamais été rien de plus qu'une marionnette pour sa mère Hōjō Masako, qui l'utilise comme un pion dans sa guerre avec Tokimasa - Tokimasa qui tente de déposer son petit-fils un certain nombre de fois à partir de 1205, ce qui amène Sanetomo à craindre pour sa vie le reste de ses jours.
Sanetomo, comprenant sa propre impuissance par rapport aux Hōjō et ne voulant pas subir le même sort que son frère, consacre tout son temps et son énergie à l'écriture de poèmes waka et à gagner des fonctions au sein de la cour impériale, sans pouvoir mais honoraire. Sanetomo est un poète de talent qui écrit plus de 700 poèmes waka entre 17 et 22 ans sous l'influence de Fujiwara no Teika et publie l'anthologie Kinkai Wakasyū (金槐和歌集) dont un poème tanka est inclus dans l'anthologie Hyakunin isshu, (100 poèmes de 100 poètes), remarquable collection de poèmes japonais de l'époque de Heian et du début de l'époque de Kamakura. Sanetomo accède même au troisième plus haut poste de la cour impériale, udaijin (ministre de la droite ou vice-premier ministre) en 1218. Il se laisse finalement aller à l'inactivité et au désespoir, en proie à la peur de l'assassinat et tourmenté par son alcoolisme chronique (une addiction que le moine Eisai essaye une fois de rompre en remplaçant l'alcool par du thé).

## Assassinat
Sous une lourde neige au soir du 13 février 1219 (ère Jōkyū 1, 26e jour du 1er mois), Sanetomo descend du sanctuaire supérieur au Tsurugaoka Hachiman-gū après avoir assisté à une cérémonie pour célébrer sa nomination au poste d'udaijin. Son neveu Kugyō (Minamoto no Yoshinari), (fils du deuxième shogun Minamoto no Yoriie), sort de côté de l'escalier de pierre de l'autel puis soudain l'attaque et l'assassine. Pour cet acte, il est lui-même décapité quelques heures plus tard, entraînant de ce fait la fin soudaine de la lignée Seiwa Genji du clan Minamoto et de sa domination sur Kamakura.
Kujō Yoritsune succède à Minamoto no Sanetomo comme quatrième shogun du shogunat de Kamakura.

## Ères dubakufude Sanetomo
Les années au cours desquelles Sanetomo est shogun sont spécifiquement identifiées par plus d'un nom d'ère ou nengō.
- Ère Kennin (1201–1204)
- Ère Genkyū (1204–1206)
- Ère Ken'ei (1206–1207)
- Ère Jōgen (1207–1211)
- Ère Kenryaku (1211–1213)
- Ère Kenpō (1213–1219)
- Ère Jōkyū (1219–1222)